# Арташат
Арташа́т (от грабар Արտաշատ), Арта́ксата (лат. Artaxata, др.-греч. Ἀρτάξατα) — город в Армении, административный центр Араратской области. Четвёртая столица Великой Армении. Находится в 28—30 км к юго-востоку от Еревана, примыкая к границе с Турцией.

## История

### Предыстория и основание
Местность была заселена в период энеолита (ок. 5200–3500 до н.э.), раннего железного века (ок. 1200–900 до н. э.). Все предыдущие фазы заселения показали сообщества, которые широко использовали земляные сооружения, как было определено в ходе прошлых и недавних археологических раскопок. 
Поселение на территории древнего Арташата существовало ещё во времена Урарту.
В 200 году до н. э. Айраратское царство было завоевано полководцем Империи Селевкидов Арташесом (Артаксием) - будущим царем Великой Армении. Наиболее крупными городами Армении в то время были: Армавир, Аршамашат, Аркатиакерт, Камах, Ервандашат, Ервандакерт.
В 190—189 годах до н. э. была провозглашена независимость Великой Армении от Селевкидов, первым её царём стал Арташес I, основавший династию Арташесидов (хотя сам именовал себя продолжителем династии Ервандидов).
Царь Арташес основал в Араратской долине город, назвав его своим именем. Название Арташат означает «радость Арташеса» (вторая часть слова — «шат» названия происходит из древнеперсидского языка и означает радость) или «город Арташеса».
Дата основания античного Арташата (эллины называли его Артаксата) указывается разная — от 190 до 170 года до н. э. Согласно основной версии, это — 176 год до н. э. Город стал столицей и таковым был долгое время, исключая краткий период, когда столицей стал Тигранакерт (с 77 по 69 годы до н. э). После поражения Тиграна II в битве с Лукуллом под Тигранакертом, столица была вновь возвращена в Арташат, на подступах к которому в 68 году д.н.э римляне потерпели тяжелое поражение при попытке взять город и были оттеснены в Месопотамию (см.: Битва при Артаксате). В соответствии с античными письменными источниками греки и римляне называли Арташат армянским Карфагеном, а его основателем считали Ганнибала, построившего город по приказу Арташеса, на службе у которого Ганнибал находился после поражения Селевкидов в войне с римлянами.

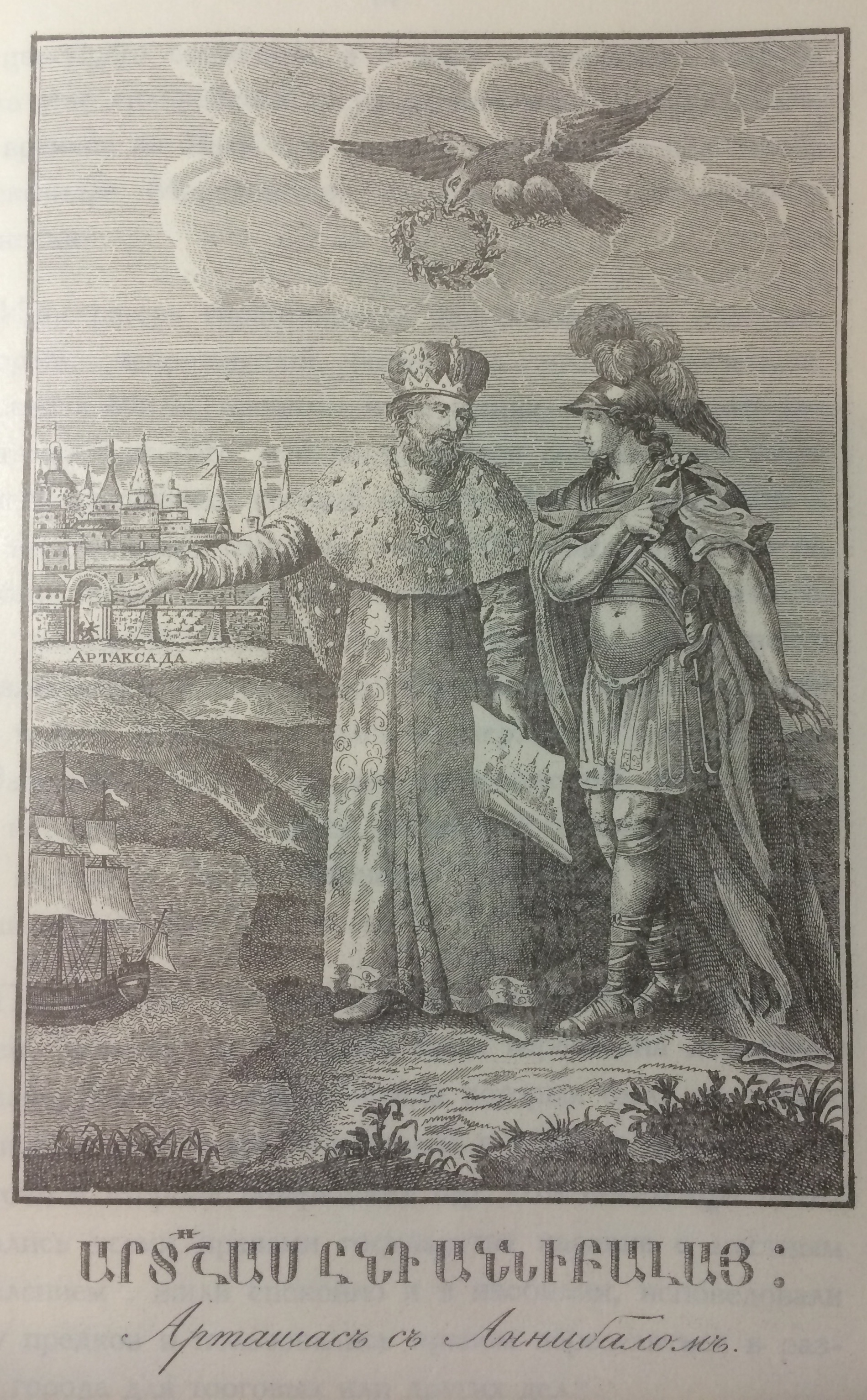
Ганнибал с Арташесом I, указывающим на Артаксату. Гравюра из книги «Опыт написания истории Армянского царства» (1827)

Арташат стоял на более удобном месте, чем прежняя столица (Армавир) — на перекрёстке торговых путей на холмах гавара (уезда) Востан Хайоц, что позволило ему стать быстро цветущим городом. Арташат находился у подножья горы Арарат на левом берегу реки Аракс в районе устья реки Мецамор (позже Мецамор поменял своё русло, его устье сдвинулось на северо-запад от Арташата). Цитадель и центральные кварталы города находились на девяти холмах, носящих ныне название Хор Вирап.

## Древние историки об основании Арташата
Плутарх писал:

Рассказывают, что карфагенянин Ганнибал, после того как Антиох окончательно проиграл войну с римлянами, перешёл ко двору Артакса Армянского, которому дал множество полезных советов и наставлений. Между прочим он приметил местность, чрезвычайно удачно расположенную и красивую, но лежавшую в запустении, и, сделав предварительные намётки для будущего города, позвал Артакса, показал ему эту местность и убедил застроить её. Царь остался доволен и попросил Ганнибала, чтобы тот сам взял на себя надзор над строительством. Возник большой и очень красивый город, которому царь дал своё имя и провозгласил его столицей Армении.

Плутарх тут имел в виду победу римлян над Селевкидским царём Антиохом. О городе Арташат упоминал не только Плутарх. Так, Страбон писал:

Артаксата недалеко от равнины Араксены — это благоустроенный город и столица страны. Она расположена на схожем с полуостровом выступе, а перед её стенами кругом проходит река за исключением пространства на перешейке, которое огорожено рвом и частоколом

Он также сообщает о том, что непосредственное участие в строительстве Арташата принял Ганнибал. 
В «Истории Армении» Мовсеса Хоренаци строительство Арташата описано более подробно. Кроме того, Хоренаци упоминает интересную деталь: первыми жителями города были иудеи из Ервандашата. Также, Мовсес Хоренаци говорит о самом Арташесе I:

Говорят, что при Арташесе не было ни клочка невозделанной земли в Армении, ни на горах, ни на долинах. Таково было благоденствие земли нашей.

### Город Арташат: население и территория
Одним из выдающихся исследователей Арташата был Ж. Д. Хачатрян, который был главой экспедиции археологов, совершавшей исследование в 1970-х годах. Ему также принадлежит книга «Арташат, Античные некрополи». По его данным, территория Арташата составляла 400 гектар, длина стен-фортификаций (укреплений) — 10 тыс. метров, а население — 150 тыс. человек в период максимального расцвета.
В I веке до н. э. — I веке н. э. население Армении колебалось в пределах 3,5—5 млн чел. Исходя из этого, столица могла иметь население в 150 тыс. человек.
«Гeогpaфичeско-стaтистичecкий cлoваpь Рoссийcкой Импepии» изданный в 1863 году,
Также есть мнение что в Арташате было 49000 домов в которых проживало и 210000 жителей. Однако но в 370 году персы разорили его, а жителей увели в плен

### Военная, экономическая и политическая история города Арташат
Арташат был столицей и объединяющим центром страны на протяжении около 500 лет. Сразу после постройки он обрёл огромное экономическое значение, стал одним из важнейших транзитных центров международной торговли (в том числе, Великого шёлкового пути). В результате этого армянские купцы стали импортировать из Китая: шёлк-сырец (коконы или снятое с них необработанное сырье) и шёлковые ткани, а экспортировать медь, свинец, шитые золотом ткани, стеклянные изделия и сосуды из Александрии и Месопотамии.
По сообщению Мовсеса Хоренаци, в Арташат была переведена часть населения Ервандашата, прежней столицы Армении. Здесь, следовательно, состоялся синойкизм — формирование населения новооснованного города путём передачи ему части населения старых городов, обычный способ заселения новых городов в эллинистическом мире. В Армении, однако, этот способ был недостаточен из-за малочисленности городского населения. Здесь применяли и переселение чужестранцев — как при Арташесе I, так и, особенно, при Тигране II.
В первой половине II века до н. э. в Армении, помимо Арташата, был основан целый ряд других городов. Они носили имя отца Арташеса — Зареха и протянулись цепочкой по территории Армении с юго-востока на северо-запад. Сохранились сведения о городах Зарехаван в Нор-Ширакане, Зарехаван в Багреванде, Заришат в Вананде и т. д. В Софене в этот же период был основан город Аркатиакерт.
Как и все города античной истории, Арташат неоднократно подвергался разрушениям. Предположительно, впервые это произошло на стыке II—I веков до н. э., когда в Армению вторглись парфяне и отняли у неё «семьдесят долин», уведя в качестве заложника царевича Армении (будущего Тиграна II).
Впоследствии Тигран II совершил обширные завоевания и перенёс столицу. Арташат остался на севере, новая столица, — Антиохия — находилась вне Великой Армении. Возникла необходимость создать столицу в таком месте, чтобы она находилась в одной из областей Армении и одновременно могла служить центром державы. Ради этого, в 77 году до н. э., на берегу одного из северных притоков верхнего течения Тигра, в армянской области Алдзник была основана новая столица Тигранакерт.

### Армения и Рим

Арташат на карте Великой Армении

В 69 году до н. э., когда римские легионы ограбили и разрушили Тигранакерт, городу Арташат тоже угрожала подобная участь, но по пути к Арташату войска Лукулла были разгромлены Тиграном II. Спустя некоторое время Тигран потерпел поражение от Помпея, но римский полководец вступил на Арташатскую землю в 66 году до н. э. не в целях её захвата, а для переговоров. Тиграну был поставлен ультиматум, согласно которому он должен был отказаться от всех завоеванных им стран, взамен римляне оставляли Армению в её границах, какими они были до завоеваний, на что Тигран II согласился.

В 50-х годах до н. э., в начале правления сына Тиграна, Артавазда II, консул Сирии Марк Лициний Красс собирался покорить восток вплоть до Бактрии. Согласно договору Тиграна II с Помпеем, Артавазд должен был оказать Крассу помощь войсками. Артавазд, сознавая последствия возможной победы Рима для Армении, заключил договор с парфянским царём Ородом II, закрепив его брачными узами своей сестры с парфянским царевичем. К тому времени римская армия потерпела сокрушительное поражение в битве у месопотамского города Карры. Погибло 20 тысяч римских воинов, в том числе, и сам Красс.
В Арташате продолжались торжества, когда сюда была доставлена отрубленная голова Красса. Плутарх описывает это, а также цитирует фрагмент пьесы:

Только что срезанный плющ -
Нашей охоты добычу счастливую -
С гор несём мы в чертог.

Артавазд погиб в 34 году до н. э., став жертвой вероломного пленения со стороны Марка Антония. Столица Армении, как и вся страна, подверглась ограблению. Особенно пострадали храмы: римляне разрезали на части и унесли золотую статую из храма богини Анаит. Через год сын Артавазда, Арташес II (33—20 года до н. э.) провозгласил себя царём и отстоял независимость страны, перебив римских воинов, оставленных Антонием.
В середине I века римляне вновь вторглись в Армению под предводительством Домиция Корбулона. Они прошли с огнём и мечом через всю страну и осенью 58 году н. э. подошли к Арташату. Царь Трдат (Тиридат) сбежал в Атропатену, оказав римлянам слабое сопротивление, вследствие чего они заняли столицу. Весной следующего года под натиском армянских и союзных парфянских войск они отступили, но перед отступлением сожгли город. Об этом рассказывал Корнелий Тацит:

Что же касается Артаксаты, то, подожжённая нами, она была разрушена до основания и сравнена с землёй, ибо из-за протяжённости городских укреплений удержать её за собою без сильного гарнизона мы не могли, а малочисленность нашего войска не позволяла выделить такой гарнизон и вместе с тем продолжать войну; покинуть же её целою и невредимою безо всякой охраны означало бы, что мы не сумели извлечь для себя из овладения ею ни пользы, ни славы.

Римляне отступили к реке Арацани, где потерпели поражение от армянских и парфянских войск. Согласно заключённому миру в Армении установилась династия Аршакидов, первым царём стал Тиридат I, который отстроил столицу заново в 60—70-х годах. В 66 году Трдат с огромной свитой вернулся из Рима. Нерон, как передают римские источники, в качестве компенсации за разрушение Арташата передал Трдату огромную сумму денег и прислал ремесленников для восстановления города. Восстановленный Арташат после этого назывался Неронией. Таким образом, Римская империя считала себя обязанной восстановить Арташат и выполнила это.
Очередная экспансия Римской империи в направлении Армении была осуществлена в 114—116 гг. н. э. императором Траяном, который считал себя новым Александром Македонским. Армения и Парфия были завоёваны, но в результате вспыхнувших восстаний в Месопотамии, Осроене и Армении, он был вынужден уйти из страны в 117 году.
В 161 году парфянский царь Вологес вторгся в Армению, сверг армянского царя Сохэма, римского клиента, и утвердил своего ставленника Пакора. Это послужило началом к очередной римско-парфянской войне 161-165 гг.

В 163 году Римские легионы под командованием Стация Приска, вытеснили парфян из Армении, взяв штурмом и разрушив Арташат. Стаций Приск основал новую столицу Кайнеполь («Новый город», сейчас - Вагаршапат), где восстановил на престоле Сохэма, который за время изгнания успел стать римским сенатором и получить консульство.

После перенесения столицы Арташат опустел.

### Христианизация и язычество
В конце III века в Армению из Каппадокии вернулся Григорий Просветитель. На арташатском холме, где возвышались дворцы, находился также Хор Вирап (глубокая яма), куда бросали смертников. С этой ямой связано предание о христианизации Армении. Царь Трдат III бросил в Хор Вирап Григория за то, что тот являлся сыном Анака, убившего царя Хосрова, отца Трдата, а также за то, что тот отказался исповедовать языческую веру. Там же, в городе Арташате его подвергли пыткам.
Впоследствии, после христианизации Трдата и принятия официальной религией в Армении христианства, Григорий вместе с армянским регулярным войском, которое вверил ему Трдат, вступил в Арташат дабы разрушить храмы верховной богини армянского пантеона Анаит и бога книжности, наук, искусства, торговли, толкователя снов Тира. Известно, что храм Анаит находился в самом Арташате, а храм Тира — в селе Еразмуйн. Там состоялось сражение армян-язычников с армией Григория — в результате побеждённые язычники были вынуждены бежать на север, на Кавказ:

«Горе нам, горе нам, горе нам, ибо со всех мест изгнал нас Иисус, сын Марии, дочери человека. И отсюда тоже мы вынуждены бежать из-за этого распятого и умершего человека. Куда же нам теперь идти? Ведь его слава наполнила землю. Отправимся к жителям Кавказских гор, на север. Может быть, там мы получим возможность жить, и с их помощью исполним наше желание. Ибо он, не давая нам покоя и лишая воздуха, изгнал нас с мест обитания человека»

Сказать как выглядел разрушенный храм Анаит, сложно. Известно, как выглядели различные храмы Артемиды (которая отождествлялась с Анаит) и как выглядит единственный армянский языческий храм, доживший до наших дней — Гарни.

### IV век
В 332—338 годах царём Армении был Хосров III Котак. Ввиду изменения русла Аракса и ухудшившейся экологической обстановки, царь построил город Двин и переселил жителей туда. Мовсес Хоренаци говорит об этом следующим образом:

Ибо в то время Арес сопутствовал солнцу, и дули знойные, заражённые зловонием ветры. Не будучи в состоянии вынести это, жители Арташата добровольно согласились на переселение.

Однако даже после этого Арташат оставался крупнейшим городом.
Уже в третьем веке расстановка сил в регионе изменилась: в 226—227 пало союзное армянам Парфянское царство под натиском персидских Сасанидов, которые усилились и стали проводить агрессивную политику.  В 360-х годах Армения вела ожесточенную борьбу против Персии. Персы вторглись в Армению, взяли и разрушили Тигранакерт, а затем, перейдя реку Арацани и продвигаясь по течению Евфрата, заняли Ани-Камах. Но в решительном сражении на Араратской равнине армянские войска, руководимые Васаком Мамиконяном, наголову разбили врага. В войне наступил перелом, и все попытки персов продвинуться вглубь страны были отбиты. Однако распри между царём и нахарарами, утихшие было на время, вспыхнули с новой силой. Ввиду тяжёлого положения внутри страны, Аршак принуждён был искать мира. В 367 г. Шапур пригласил армянского царя и Васака Мамиконяна в Ктесифон, якобы для заключения мирного договора. Здесь обоих вероломно схватили. Васак был казнён, а Аршак II заключён в темницу.
Армянское царство оказалось в чрезвычайно затруднительном положении: Аршак имел сына Папа, но тот был ещё очень мал, а царица Парандзем не пользовалась достаточным авторитетом, в стране наступило безвластие. Пользуясь этим, персы разрушили до основания все крупные армянские города: Арташат, Вагаршапат, Ервандашат, Нахчаван, Заришат, Ван и Тигранакерт, перебили в них всех взрослых мужчин, а детей и женщин угнали в Иран. Переселили почти всех городских жителей, переселяли в первую очередь, евреев, но много переселили и армян:

«После этого они пришли к большому городу Арташату, взяли его, разрушили стены, забрали хранившиеся там сокровища, и всех жителей города увели в плен. Из города Арташата увели в плен девять тысяч семейств евреев, которых привёл в плен из Палестинской страны царь Тигран Арташесян, и сорок тысяч семейств армян, которых увели (в плен) из города Арташата. Из городских строений деревянные подожгли и сожгли, каменные срыли, так и стену; все здания города разрушили до основания, камня на камне не оставили, город, лишив всех жителей, превратили в безлюдную пустыню.
… А всё множество пленных они увели и поселили частью в Асорестане и частью в стране Хужастан».

К 368 году практически последним бастионом, сохранившимся у Армении, оставалась крепость Артагерс, где укрывались царица Парандзем с царевичем Папом. Папу вскоре удалось бежать к римлянам, а царица с оставшимися ей верными нахарарами и 11-тысячным гарнизоном больше года, несмотря на жестокий голод и болезни, выдерживала осаду персов. В 369 г. осаждавшим всё же удалось взять Артагерс и овладеть всеми царскими сокровищами. Парандзем вместе с другими пленными угнали в Иран. Для её поругания шах Шапур велел построить на площади своей столицы специальный дом, в котором каждый желающий мог совокупиться с низложенной царицей. Таким образом она была замучена до смерти. А в завоёванной Армении начались разрушение церквей и гонения на христиан.
Но в то время, когда Армянское царство казалось уже окончательно сокрушённым, прибыл Пап с большим римским войском. Вокруг него стали объединяться разрозненные отряды патриотов, и вскоре ожесточенная война возобновилась. Потерпев несколько поражений, персы отступили. В 369 г. вместе с Мушегом Мамиконяном (сыном казнённого персами Васака) царь вошёл в Арташат. В 371 г. Шапур опять напал на Армению. Решительное сражение произошло у подножия горы Нпат на Дзиравской равнине. Армянская армия, которую поддерживал большой римский отряд, присланный императором Валентом, сражалась с большим мужеством и одержала победу. Шапур вынужден был признать Папа царём Армении. Несмотря на юный возраст, тот проявил себя незаурядным государственным деятелем. В течение всего своего царствования ему удавалось поддерживать мир с Ираном и тем дать стране хотя и короткую, но очень нужную ей передышку.
Независимая и самостоятельная политика Папа (в особенности его частые сношения с шахом) не понравились римлянам. В 374 г. римский полководец Теренций пригласил Папа к себе на пир. Здесь прямо за столом армянский царь был зарублен римскими легионерами.
В 387 году Армения была разделена между Ираном и Византией. Однако город продолжил существование и после разорения Шапуром II. В кодексе Юстиниана в императорском эдикте 408—409 годов Арташат, наряду с Нусайбином в Северной Месопотамии и Калиником на Евфрате числится одним из пунктов международной торговли, но вероятно, значение он сохранил лишь благодаря тому, что находился на перекрёстке дорог.

### Дальнейшая история города

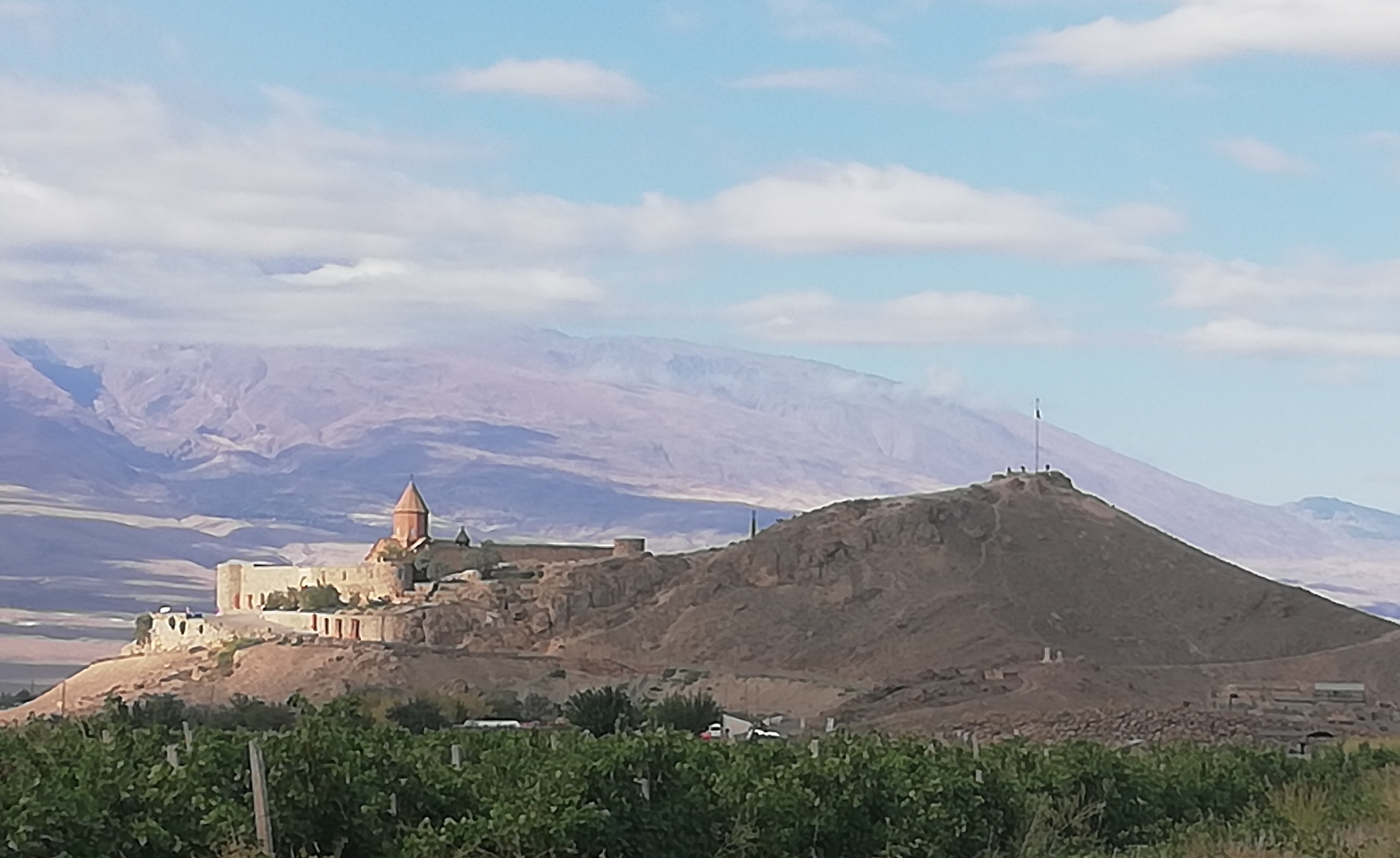
Монастырь Хор Вирап на одном из холмов древнего Арташата, XIII—XVII века

В VII веке на месте некогда большого и цветущего города сохранилась крепость и небольшое поселение, жители которого занимались изготовлением армянской пурпурной краски — кошенили. Арабский историк Баладзори в связи с событиями VII веке называет Арташат «селением ал кирмиз» — красной кошенили. В дальнейшем Арташат исчезает с исторической арены.
Сохранился комплекс монастырей X—XIII вв. В XIII веке на месте ямы Хор Вирап возник одноимённый монастырский комплекс с высшей школой, руководимой одним из крупнейших учёных средневековой Армении — Варданом Аравелци. Современное здание церкви относится главным образом XVII веку, она состоит из главной церкви Богородицы, церкви св. Григория на яме Хор Вирап и жилых хозяйственных помещений, примыкающих к ограде комплекса с её внутренней стороны.
В средние века известно как селение Камарлу. Кавказовед Карл Ган отмечал, что название Камарлю азербайджанское (у Гана — «татарское»), происходит от слова гамар — «луна» и означает «место луны».
На момент вхождения в состав России территория Арташата была заброшена и практически безлюдна. К концу XIX века — крупное село. В селе было развито садоводство, выращивание хлопка, виноделие, действовал небольшой винный завод.
С 1920 года — посёлок Камарлу. В 1920—1930-х годах Камарлу входил в состав Эриванского уезда. С 1930 года после упразднения уездов Камарлу становится районным центром, 4 сентября 1945 года вновь получает название Арташат. В 1938 году Камарлу получает статус посёлка городского типа, а в 1962 году Арташат получает статус города.

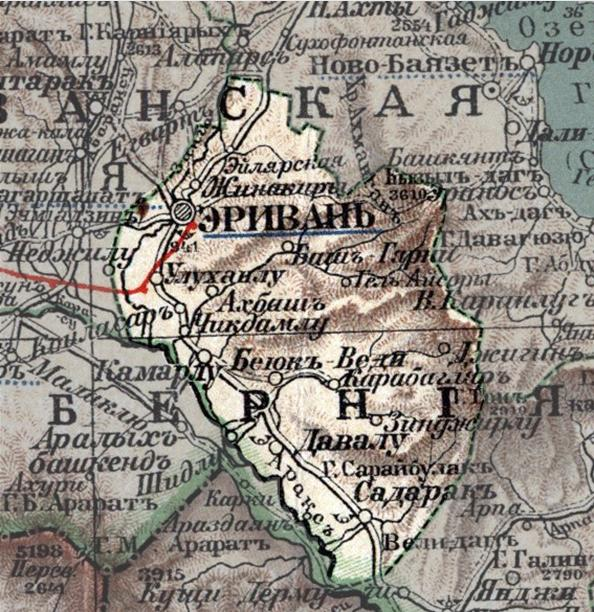
Камарлу на карте Эриванского уезда

## Население
По данным газеты «Кавказ» от 9 августа 1880 года, в селе Камарлю насчитывалось 200 домов армян, которые занимались исключительно земледелием и садоводством, а остальную часть населения составляли азербайджанцы (указаны как «татары»)
По данным «Сборника сведений о Кавказе» за 1880 год в селе Камарлу Эриванского уезда по сведениям 1873 года было 178 армянских и 90 азербайджанских дворов, проживало 1264 армян григорианского вероисповедания и 663 азербайджанца (указаны как «татары»), которые были шиитами. Также в селе было расположено 2 церкви, 1 мечеть, 60 лавок, базар и почтовая станция.
По статистическим данным 1893 года в Камарлу жило 2084 человека, из которых 1413 — армяне, 668 — азербайджанцы («татары», согласно источнику). По данным Кавказского календаря на 1912 год, в селе Камарлу Эриванского уезда проживало 1083 армян и 744 азербайджанца, указанных как «татары».
По материалам сельско-хозяйственной переписи населения 1922 года по Армении, в городе число армян составляло 1507 человек, азербайджанцев (указаны как «тюрко-татары») — 126, русских — 4. Всего — 1637 человек.
Население Арташата в 1897 году составляло 833 человека, в 1926 году — 2505, в 1939 году — 4148, в 1959 году — 7277, в 1974 году — 14 905, в 1976 году — 16 774 человека, согласно переписи 1989 года оно составляло порядка 32 000 чел., в 2001 году — 22 600, по подсчётам на начало 2008 года составляет 20 900 человек.

## География и транспорт

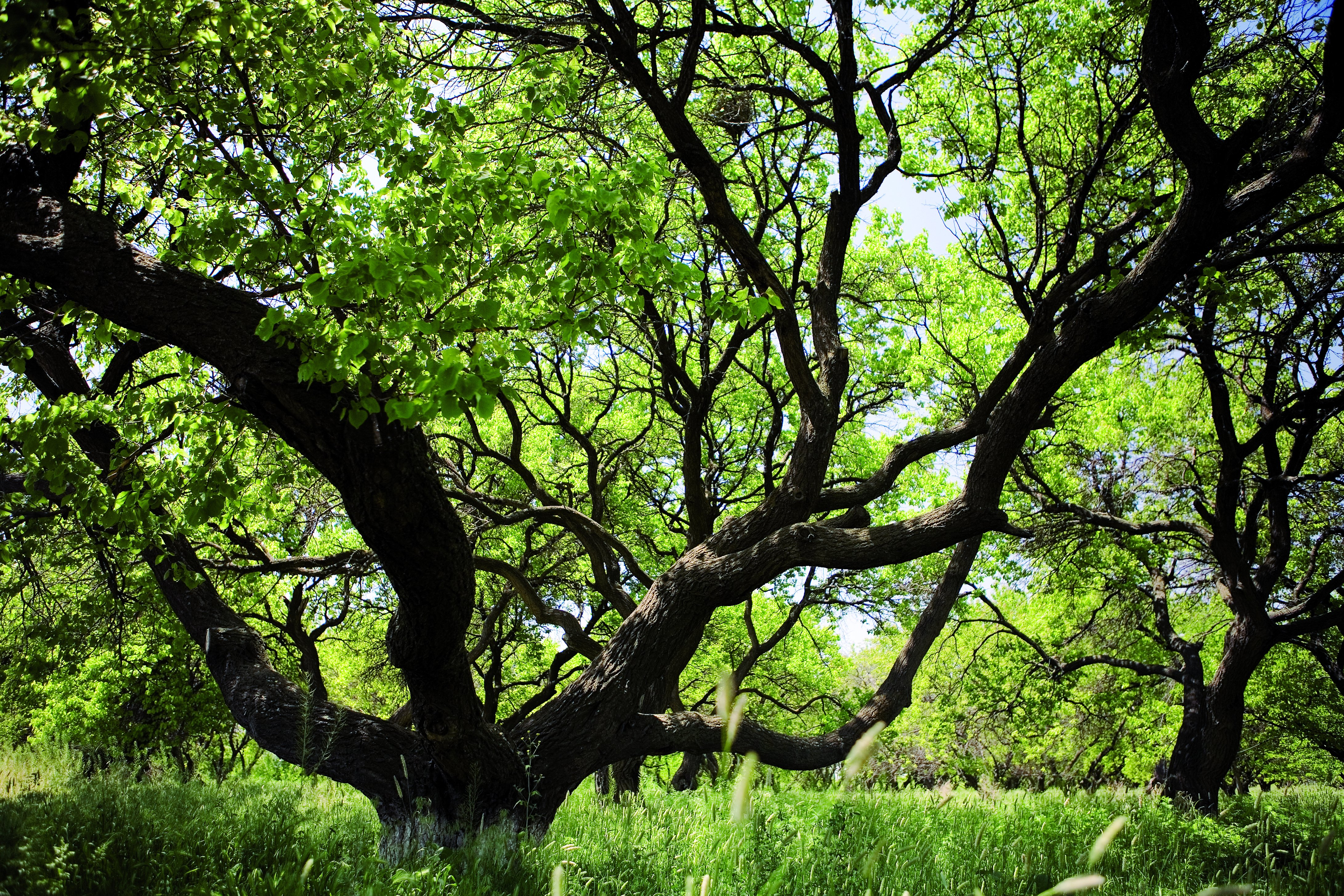
Абрикосовые деревья в Арташате

Арташат расположен к юго-востоку от Еревана на Араратской равнине на левом берегу реки Азат. Город окружён плодовыми садами и виноградниками.                                  
Расстояние до границы с Турцией — около 4 км. Площадь города — около 10 км², протяжённость с юга на север — 5,5 км, с востока на запад — 3 км. Через город проходят железнодорожные ветки Ереван — Ерасх  и Ереван — Ехегнадзор — Капан. Из Арташата выходят 10 автодорог, ведущие в окрестные сёла. В 3 км к юго-востоку от Арташата находятся залежи известняка.

## Экономика
В городе функционируют винно-коньячный и консервный заводы, также работают заводы по производству свинца и стройматериалов.
Арташат и его окрестности — один из самых крупных по объёму производства сельскохозяйственных районов Армении. Здесь сильно развита оросительная сеть, использующая воды Арташатского канала и реки Азат. Основой сельского хозяйства являются виноградарство, плодоводство, овощеводство и молочное животноводство.

## Архитектура

### Архитектура древнего Арташата
Все Хорвирапские холмы были огорожены крепостными стенами. Каждый холм имел свои стены, однако они не являлись отдельными укреплениями, а соединялись друг с другом, образовывая единую систему укреплений. Между холмами возводились двойные параллельные линии стен, образующие узкие проходы, которые, соединяясь, образовывали весьма обширную и мощную оборонительную систему. Вероятно, именно потому Тацит и говорит о необходимости многочисленного и сильного гарнизона для укрепления города. Следы крепостных стен видны на всех холмах, хотя местами они не сохранились, выветрились и разрушились.
При раскопках одной из крепостных стен были обнаружены фрагменты карасов, глиняных светильников и других видов керамики, относящихся к Ванскому царству (Урарту), это всё было известно археологам по находкам из Эребуни и Тейшебаини, Аргиштихинили. На первом холме под вымощенным камнями полом II века до н. э. была найдена урартская печать с сильно стёртыми изображениями жрецов или богов.
Вокруг крепостных стен располагался сам город: дома традиционного местного облика, построенные из красноватого рваного камня, а также белокаменные монументальные здания, украшенные колоннами и перекрытые черепичными кровлями. Интерьеры зданий были украшены архитектурным убранством и стенной росписью. Единая планировка, искусное сочетание кварталов, улиц, площадей и строений с рельефом холмов и равнины, наличие коммунальных удобств (акведук/водопровод, бани и прочее) — по всей видимости это всё и являлось основой для столь высокого отзыва[какого?] о градостроительных достоинствах столицы древней Армении.
Так как город находился у слияния рек Аракс и Мецамор, Арташат был защищён и водными рубежами. Через Аракс был перекинут мост Таперакан, он находился перед городом и, вероятно, на него выходили одни из главных ворот города. Через этот мост шла магистральная дорога на юго-запад, соединявшая Арташат с Тигранакертом. У мецаморского моста дорога разветвлялась — в северо-западном направлении она вела к Вагаршапату, а в юго-восточном — в Иран. Эти дороги имели как военно-стратегическое, так и торгово-экономическое значение.
Город имел оборонительную систему, состоявшую из крепостных стен, валов и рва, заполнявшихся водой. Защитники города пользовались в те времена луками, дротиками, катапультами, пращами и горючей смесью. Так, при раскопках на первом холме, у стен, как снаружи, так и с внутренней стороны, было найдено множество каменных ядер от катапульт.
В 2007 году в Арташате был обнаружен языческий храм эллинистической эпохи с колоннами ионического ордера и двускатной черепичной крышей, посвящённый богу Аполлону-Тиру. Судя по находкам монет 4-6 гг. н. э., храм был построен Арташесом I. Была также найдена публичная баня, состоящая из 7 комнат с мозаичным полом площадью по 75 м² каждая.

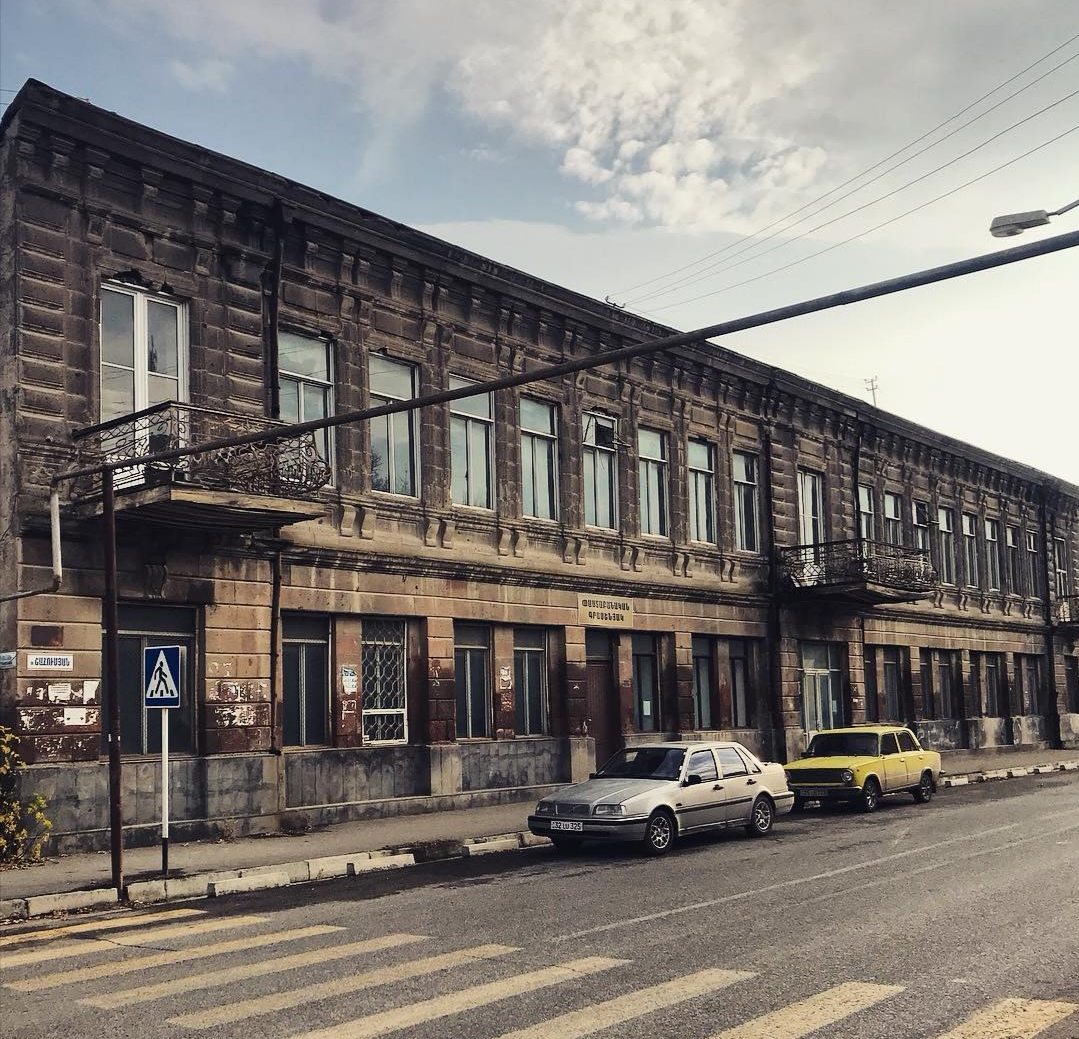
Здание муниципалитета

### Архитектура современного Арташата
Арташат имеет генеральный план, впервые разработанный и утверждённый в 1948 году. В 1968 году генеральный план был пересмотрен. Большая часть зданий в городе 3—5-этажные.
В 2002—2015 годах в городе была построена церковь святого Иоанна Богослова.

## Климат
Климат резко континентальный. Средняя температура июля-августа — 20—26 °C, января — −6 °C, наибольшая температура воздуха — около 42 °C, наименьшая — −32 °C. Среднегодовое количество осадков — 200—235 мм.

## Города-побратимы
- Франция, Кламар